# Улица Коты
Улица Коты (до 2023 года — улица Громовой) (укр. Вулиця Коти) — улица в Новозаводском районе города Чернигова, исторически сложившаяся местность (район) Коты. Пролегает от улицы Квитки Цысик (Тюленина) до улицы Генерала Авдеенко.
Примыкают переулок Коты (Громовой), улица Коробко.

## История
Проложена после Великой Отечественной войны.
До 1974 года называлась Терешковой — в честь Героя Советского Союза, первой в мире женщины-космонавта Валентины Владимировны Терешковой. Переименована, когда село Коты (его часть) вошло в состав города Чернигова, для упорядочивания наименований улиц. 10 апреля 1974 года улица Терешковой переименована на улица Громовой — в честь Героя Советского Союза, члена подпольной организации «Молодая гвардия» Ульяны Матвеевны Громовой, согласно Решению Черниговского исполнительного комитета № 225.
С целью проведения политики очищения городского пространства от топонимов, которые возвеличивают, увековечивают, пропагандируют или символизируют Российскую Федерацию и Республику Беларусь, 21 февраля 2023 года улица получила современное название — в честь исторически сложившаяся местности  Коты, где улица расположена, согласно Решению Черниговского городского совета № 29/VIII-7 «Про переименование улиц в городе Чернигове» («Про перейменування вулиць у місті Чернігові»).

## Застройка
Улица пролегает в юго-западном направлении. Парная и непарная стороны улицы заняты усадебной застройкой.  
Учреждения: нет